# Powiat Kahoku
Powiat Kahoku (jap. 河北郡 Kahoku-gun) – powiat w Japonii, w prefekturze Ishikawa. W 2024 roku liczył 62 972 mieszkańców.

## Miejscowości
- Tsubata
- Uchinada